# هانا ویلسون
هانا ویلسون (به انگلیسی: Hannah Wilson) (زادهٔ ۱۰ مارس ۱۹۸۹) شناگر اهل هنگ کنگ است.